# Geckomima arnhemana
Geckomima arnhemana är en insektsart som beskrevs av Kenneth Hedley Lewis Key och Donald Henry Colless 1982. Geckomima arnhemana ingår i släktet Geckomima och familjen Morabidae. Inga underarter finns listade i Catalogue of Life.